# Episodi di Tre per tre
La prima e unica stagione della sitcom Tre per tre è stata trasmessa negli Stati Uniti dal 25 settembre 1984 al 9 aprile 1985.
| nº | Titolo originale      | Titolo italiano | Prima TV USA      | Prima TV Italia |
| -- | --------------------- | --------------- | ----------------- | --------------- |
| 1  | Family Affair         |                 | 25 settembre 1984 | 1990            |
| 2  | The Happy Couple      |                 | 9 ottobre 1984    | 1990            |
| 3  | The Maternal Triangle |                 | 16 ottobre 1984   | 1990            |
| 4  | Daddy's Little Girl   |                 | 23 ottobre 1984   | 1990            |
| 5  | Jack's Problem        |                 | 30 ottobre 1984   | 1990            |
| 6  | Vacation from Sex     |                 | 13 novembre 1984  | 1990            |
| 7  | A Matter of Money     |                 | 20 novembre 1984  | 1990            |
| 8  | The Honeymooners      |                 | 27 novembre 1984  | 1990            |
| 9  | A Little Competition  |                 | 4 dicembre 1984   | 1990            |
| 10 | A Foreign Affair      |                 | 11 dicembre 1984  | 1990            |
| 11 | James Steps Out       |                 | 18 dicembre 1984  | 1990            |
| 12 | Father Knows Nothing  |                 | 8 gennaio 1985    | 1990            |
| 13 | A Friend in Deed      |                 | 15 gennaio 1985   | 1990            |
| 14 | A Case of Sour Grapes |                 | 22 gennaio 1985   | 1990            |
| 15 | Private Lessons       |                 | 29 gennaio 1985   | 1990            |
| 16 | One Ego to Go         |                 | 5 febbraio 1985   | 1990            |
| 17 | September Song        |                 | 12 febbraio 1985  | 1990            |
| 18 | Deeds of Trust        |                 | 19 febbraio 1985  | 1990            |
| 19 | The New Mr. Bradford  |                 | 26 febbraio 1985  | 1990            |
| 20 | King For a Day        |                 | 5 marzo 1985      | 1990            |
| 21 | Jack Gets Trashed     |                 | 2 aprile 1985     | 1990            |
| 22 | A Star Is Born        |                 | 9 aprile 1985     | 1990            |

## Family Affair
- Titolo originale: Family Affair
- Diretto da: Dave Powers
- Scritto da: Michael Ross, Bernie West e George Burditt

### Trama
Jack è andato a convivere con Vicky ma non ne ha ancora parlato alla sua famiglia.
- Guest star: Billie Bird (Mae).

## The Happy Couple
- Titolo originale: The Happy Couple
- Diretto da: Dave Powers
- Scritto da: Michael Ross, Bernie West e George Burditt

### Trama
Il signor Bradford si offre di pagare delle spese del ristorante a patto che Jack sposi Vicky.
- Guest star: Melinda O. Fee (Signorina Cartwright) e William G. Schilling (Fattorino).
- Note: Alan Campbell è assente in questo episodio.

## The Maternal Triangle
- Titolo originale: The Maternal Triangle
- Diretto da: Dave Powers
- Scritto da: Martin Rips e Joseph Staretski

### Trama
Jack cerca di riunire i genitori di Vicky e spera di convincere la ragazza ad accettare la sua proposta di matrimonio.
- Guest star: Jessica Walter (Claudia Bradford), John Aprea (Armando) e Mike Genovese (Signore).

## Daddy's Little Girl
- Titolo originale: Daddy's Little Girl
- Diretto da: Dave Powers
- Scritto da: Karyl Geld Miller e Korby Siamis

### Trama
Jack e il signor Bradford si prendono cura di Vicky, malata di morbillo.
- Guest star: George DelHoyo (Dottor Morris) e Liz Sheridan (Signorina Rockwell).

## Jack's Problem
- Titolo originale: Jack's Problem
- Diretto da: Dave Powers
- Scritto da: Martin Rips e Joseph Staretski

### Trama
Jack ha problemi in camera da letto e decide di andare da uno psicologo. Tuttavia, Vicky crede che abbia una relazione con la fidanzata di E.Z..
- Guest star: Jessica Walter (Claudia Bradford), James Karen (Dottor Kimberley) e Deborah Goodrich (Sue).

## Vacation from Sex
- Titolo originale: Vacation from Sex
- Diretto da: Dave Powers
- Scritto da: Martin Rips, Joseph Staretski e Budd Grossman

### Trama
Il signor Bradford pensa che Jack e Vicky non abbiano nulla in comune oltre al sesso. I due ragazzi vogliono dimostrare all'uomo che ha torto e decidono di rimanere casti per una settimana.
- Guest star: Emory Bass (Signore), Mae Marmy (Signora), Patty Dworkin (Voce) e Peter Cullen (Voce).
- Note: Alan Campbell è assente in questo episodio.

## A Matter of Money
- Titolo originale: A Matter of Money
- Diretto da: Dave Powers
- Scritto da: Budd Grossman

### Trama
A Jack viene chiesto di identificare un delinquente.
- Guest star: Bill Cort (Burke), James Hornbeck (Taylor), Bill Shick (Agente Hamilton), Bruce Kirby (Agente Collins), Mitzi Hoag (Signora Collins), Rick Fitts (Guardia), Jay Donohue (Signore), Steve Fifield (Signore), Will Gerard (Signore) e Lee Ving (Signore).

## The Honeymooners
- Titolo originale: The Honeymooners
- Diretto da: Dave Powers
- Scritto da: Lissa Levin

### Trama
Il signor Bradford invita Jack e Vicky ad andare con lui ad Acapulco. I ragazzi sperano di godersi una luna di miele.
- Guest star: April Clough (Marsha), Peter Cullen (Signore), Terry Wills (Signore) ed Eduardo Ricard (Fattorino).
- Note: Alan Campbell è assente in questo episodio.

## A Little Competition
- Titolo originale: A Little Competition
- Diretto da: Dave Powers
- Scritto da: David Mirkin

### Trama
L'ex fidanzato di Vicky, Anthony, ha aperto un ristorante vicino al Jack's Bistro.
- Guest star: Matthew Faison (Henry), James Carroll Jordan (Anthony) e Marji Martin (Ethel).

## A Foreign Affair
- Titolo originale: A Foreign Affair
- Diretto da: Dave Powers
- Scritto da: Rich Reinhart

### Trama
Il signor Bradford è stanco di pagare gli alimenti all'ex moglie e organizza un incontro tra la donna ed un suo conoscente, nella speranza che possano mettersi insieme.
- Guest star: Jessica Walter (Claudia Bradford) e Stewart Moss (Carlo Fabrizi).

## James Steps Out
- Titolo originale: James Steps Out
- Diretto da: Dave Powers
- Scritto da: Martin Rips e Joseph Staretski

### Trama
Il signor Bradford sta frequentando una donna molto più giovane di lui. Vicky non è contenta e decide di parlare con la donna.
- Guest star: Jeff Kaake (Paul) e Sharon Wyatt (Lee Pelosi).

## Father Knows Nothing
- Titolo originale: Father Knows Nothing
- Diretto da: Dave Powers
- Scritto da: Marty Farrell

### Trama
Il cane di E.Z. aspetta dei cuccioli. Jack e i Bradford pensano che ad essere incinta sia Vicky.
- Guest star: Jessica Walter (Claudia Bradford) e Paul Linke (Dottor Smith).

## A Friend in Deed
- Titolo originale: A Friend in Deed
- Diretto da: Dave Powers
- Scritto da: Stan Burns e Paul Wayne

### Trama
Vicky invita una sua amica che è appena uscita da una relazione, Dorothy. Jack si convince che la ragazza sia innamorata di lui. 
- Guest star: Gail Edwards (Dorothy) e Peter Van Norden (Herbert Potts).
- Note: Robert Mandan è assente in questo episodio.

## A Case of Sour Grapes
- Titolo originale: A Case of Sour Grapes
- Diretto da: Dave Powers
- Scritto da: Norman Chandler Fox e Mark Tuttle

### Trama
Vicky presta dei soldi a Jack, il quale usa il denaro per comprare del vino. L'acquisto si scopre essere uno spreco e Jack decide di lavorare presso un ristorante giapponese per ricavare la somma da restituire a Vicky.
- Guest star: Mark Arakawa (Masanori), Clyde Kusatsu (Signor Katsumura) e Dale Ishimoto (Signore).

## Private Lessons
- Titolo originale: Private Lessons
- Diretto da: Dave Powers
- Scritto da: Phil Mishkin

### Trama
E.Z. ha appuntamento con una ragazza, la quale conosce Jack e se ne innamora.
- Guest star: Jill Carroll (Geri Williams), Mary Ann Gibson (Signora Relkin), Jeff Sanders (Bob Bolden) ed Eileen Seeley (Olivia Welles).

## One Ego to Go
- Titolo originale: One Ego to Go
- Diretto da: Dave Powers
- Scritto da: Martin Rips, Joseph Staretski e Rich Reinhart

### Trama
Jack non riesce ad accettare l'idea di essere battuto da Vicky in qualsiasi cosa faccia.
- Guest star: Toni Attell (Marcie), Renny Temple (Tom), Harvey Vernon (Bum) e Frank Aletter (Signore).

## September Song
- Titolo originale: September Song
- Diretto da: Dave Powers
- Scritto da: Martin Rips e Joseph Staretski

### Trama
Il signor Bradford si sente vecchio e Jack cerca di consolarlo. 
- Guest star: Vance Colvig Jr. (Wino), Garnett Smith (Signor Rogers), Priscilla Morrill (Giudice Hancock), Richard Biggs (Ufficiale Giudiziario) e Robert Alan Browne (Agente).
- Note: La Morrill ha interpretato la madre di Chrissy in Tre cuori in affitto.

## Deeds of Trust
- Titolo originale: Deeds of Trust
- Diretto da: Dave Powers
- Scritto da: Mark Tuttle

### Trama
Larry, il vecchio amico di Jack, invita il ragazzo ad una festa. Jack non sa che al party parteciperà anche una sua ex fidanzata.
- Guest star: Jessica Walter (Claudia Bradford), Richard Kline (Larry Dallas) e Teresa Ganzel (Greedy Gretchen).
- Note: Questo è l'unico episodio in cui compare un personaggio di Tre cuori in affitto.

## The New Mr. Bradford
- Titolo originale: The New Mr. Bradford
- Diretto da: Dave Powers
- Scritto da: Phil Mishkin

### Trama
Jack salva la vita del signor Bradford e guadagna il rispetto dell'uomo.
- Guest star: Jessica Walter (Claudia Bradford), Nova Ball (Mimi) e Raymond Singer (Signor Pettigrew).

## King For a Day
- Titolo originale: King For a Day
- Diretto da: Dave Powers
- Scritto da: Mark Tuttle

### Trama
Il Jack's Bistro ottiene una recensione positiva di un famoso critico culinario. La fama improvvisamente ottenuta coinvolge Jack talmente tanto da fargli dimenticare il giorno del suo anniversario con Vicky.
- Guest star: Jessica Walter (Claudia Bradford), James Watkins (Doug Neal), Michael Greene (Signor Bazur), Fred Leaf (Burt Reynolds), Richard Livingston (Jonathan), Clive Revill (Harley Douglas), Shannon Tweed (Principessa Leanna), Nick Ullett (Howard Vanowen III), Sandy Lipton (Signora), Ron Hayden (Signore), Leland Murray (Signore) e Barry Bartle (Signore).

## Jack Gets Trashed
- Titolo originale: Jack Gets Trashed
- Diretto da: Dave Powers
- Scritto da: Martin Rips e Joseph Staretski

### Trama
Jack scopre che la tassa sui rifiuti ha avuto un aumento e ne parla alla radio.
- Guest star: Patrick Cranshaw (Signor Levingson), Ethan Phillips (Ronnie Pine), Ben Slack (Al Wilcox), James Staley (Gordon Kinsey), Lillian Lehman (Presidente) e Frank Birney (Signore).
- Note: Ultima apparizione di Alan Campbell.

## A Star Is Born
- Titolo originale: A Star Is Born
- Diretto da: Dave Powers
- Scritto da: Michael Ross, Bernie West e George Burditt

### Trama
Vicky ha la possibilità di registrare uno spot pubblicitario per la compagnia aerea presso cui lavora. Jack l'accompagna al provino e si scontra con il regista. 
- Guest star: Jessica Walter (Claudia Bradford), Adam S. Bristol (Mike), Bruce Gray (Signor Blake), Peter MacLean (Capitano Craig), Stuart Pankin (Alex Cummings), George Solomon (Lenny) e James Lew (Addetto al suono).
- Note: Ultima apparizione di John Ritter, Mary Cadorette e Robert Mandan. Nonostante sia l'ultimo episodio, questo non è il finale vero e proprio della serie.